# Буздяцька сільська рада
Буздя́цька сільська рада (рос. Буздякский сельский совет) — муніципальне утворення у складі Буздяцького району Башкортостану, Росія. Адміністративний центр — село Буздяк.
Станом на 2002 рік існували Буздяцька сільська рада (селище Буздяк) та Сергієвська сільська рада (село Сергієвка, селища Восточного отділення Уртакульського совхоза, Хозяйства Заготскота), які 2008 року були об'єднані.

## Населення
Населення — 11053 особи (2019, 11617 у 2010, 10997 у 2002).

## Склад
До складу поселення входять такі населені пункти:
| Населений пункт                | Населення, осіб (2002) | Населення, осіб (2010) |
| ------------------------------ | ---------------------- | ---------------------- |
| Буздяк, село                   | 9733                   | 10323                  |
| Восточне, село                 | 427                    | 421                    |
| Сергієвка, село                | 678                    | 702                    |
| Туктаркуль, присілок           | 64                     | 55                     |
| Хозяйства заготскота, присілок | 95                     | 116                    |